# Franz August Eichmann

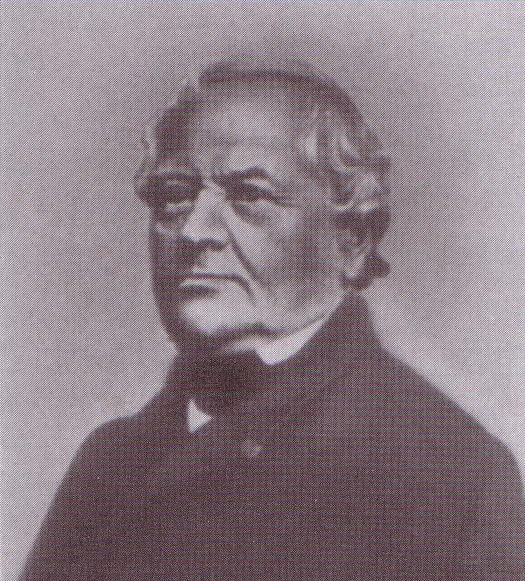
Franz August Eichmann

Franz August Eichmann  (* 29. März 1793 in Berlin; † 14. August 1879 ebenda) war ein preußischer Beamter. Er war konservativ und stand dem Pietismus nahe. Er war seit 1845 Oberpräsident der Rheinprovinz. Im Jahr 1848 war er Preußischer Innenminister. Von 1850 bis 1868 war er Oberpräsident der Provinz Preußen.

## Leben
Eichmann studierte Rechtswissenschaften an der Georg-August-Universität Göttingen und der Ruprecht-Karls-Universität Heidelberg. Seit 1815 war er Auskultator am Stadtgericht Berlin. 1817 wurde er Referendar beim Kammergericht und 1819 Assessor am Oberlandesgericht Stettin. 1822 wechselte er an das Oberlandesgericht Marienwerder. Eichmann wurde 1824 zum Kammergerichtsrat und zum Vortragenden Rat im Finanzministerium ernannt. Politisch bewegte sich Eichmann in dieser Zeit im extrem konservativen Kreis der Brüder Ludwig Friedrich Leopold und Ernst Ludwig von Gerlach. 1835 war er Kommissar an der Bundeszentralbehörde in Frankfurt am Main. Im selben Jahr folgte die Ernennung zum Geh. Finanzrat und zum Justiziar im Finanzministerium. Ein Jahr später wurde er zum Geh. Oberfinanzrat ernannt. Seit 1837 war Eichmann Mitglied des Preußischen Staatsrates. Zwischen 1840 und 1845 war er als Wirkl. Geh. Legationsrat Direktor der zweiten Abteilung im Ministerium des Auswärtigen. Außerdem war er seit 1842 Mitglied der Gesetzgebungsrevisionskommission.

### Oberpräsident im Rheinland und Innenminister
1845 wurde Eichmann als Oberpräsident der Rheinprovinz berufen. Im September 1848 wurde er Innenminister im Kabinett Ernst von Pfuel. Neben dem Innenressort war Eichmann auch zuständig für Landwirtschaft, Domänen und Forsten. Nachdem Friedrich Wilhelm von Brandenburg ab November 1848 als Ministerpräsident gegen die revolutionären Kräfte vorging, wurde Eichmann am 8. November wieder entlassen.
Vier Tage später kehrte er wieder auf seinen alten Posten als Oberpräsident der Rheinprovinz zurück, der bis dato vakant geblieben war. In dieser Eigenschaft rügte er am 18. November 1848 in einem Erlass „die Aufforderungen zur Steuerverweigerung“, die von der demokratischen Linken in der preußischen Nationalversammlung als Gegenmaßnahme gegen die Verlegung des Parlaments beschlossen worden war. Er verwies dabei auf die Autorität seines Amtes, welches gebietet „jeden Angriff gegen die Gesetze und ihre Befolgung, ohne welche kein Staat bestehen kann, mit allen mir zu Gebote stehenden Mitteln zurückzuweisen. Ein solcher Angriff liegt in den Aufforderungen, die Steuern, die unentbehrlichen Mittel zur Erhaltung der Ordnung und Gerechtigkeit, Steuern, welche in gesetzlichem Wege ausgeschrieben sind und nur kraft eines Gesetzes verändert werden können, nicht mehr zu zahlen. … Für die unverhofften Fälle, worin dieses Vertrauen dennoch sich getäuscht finden sollte, erwarte ich aber von sämtlichen Provinzial- und Ortsbehörden, daß sie mit aller Kraft, welche die Gesetze ihnen verleihen, die Steuerzahlung anhalten und ihre Amtspflicht ohne Wanken erfüllen werden.“ In dem nach der neuen oktroyierten preußischen Verfassung gebildeten Preußischen Landtag gehörte Eichmann der Ersten Kammer an.

### Oberpräsident in der Provinz Preußen
Eichmann stieß innerhalb der preußischen Bürokratie auf Kritik, weil er angeblich den demokratischen Radikalismus in der Rheinprovinz nicht energisch genug bekämpft hätte. Aus diesem Grund wurde er auf dem Posten abgelöst. Seit dem 1. September 1850 amtierte Eichmann bis 1868 als Oberpräsident in der Provinz Preußen. Ab 1851 war er zugleich Kurator der Albertus-Universität Königsberg. Er ließ an seiner konservativen Grundhaltung keinen Zweifel aufkommen und förderte den „altpreußischen Royalismus“. Von nachhaltiger Bedeutung war der Ausbau des Schulwesens und des Verkehrswesens. Unter seiner Verwaltung entstand die Preußische Ostbahn. Gegenüber den polnischen Untertanen vermied er ein konfrontatives Auftreten.
Eichmann gehörte seit 1858 der konservativen Partei an. Diese vertrat er von 1867 bis 1870 im Norddeutschen Reichstag (Reichstagswahlkreis Regierungsbezirk Königsberg 2). In dieser Eigenschaft gehörte er seit 1868 auch dem Zollparlament an.
1860 lehnte Eichmann die Nobilitierung durch Friedrich Wilhelm IV. ab. 1868 quittierte er den Staatsdienst.

### Familie
Er heiratete am 28. November 1823 in Marienwerder Cornelia Wedecke (* 4. Februar 1795; † 1849). Das Paar hatte mehrere Kinder, darunter:
- Karl Georg (* 6. Januar 1835; † 19. August 1893), königlich preußischer Hauptmann a. D.
- Friedrich Christoph von Eichmann (* 30. März 1826; † 27. Oktober 1875), Diplomat ⚭ Emmy Luise Sophie Wietzlow (* 8. Juli 1841; † 13. März 1916)

Nach ihrem Tod heiratete er 1852 in Königsberg i. Pr. die Freiin Katharina Theone Maria von Schroeter (* 23. August 1818; † 21. Februar 1866).

### Der Rheinische Beobachter
Der Rheinische Beobachter wurde durch Kabinettsorder des Königs Friedrich Wilhelm IV. jährlich mit 3.000 Talern subventioniert, im Mai 1846 dann sogar mit 17.000–18.000 Talern. Trotz dieser regierungsoffiziellen Unterstützung gelang es Bercht nicht, mit seinem Blatt den Einfluss der Kölnischen Zeitung zurückzudrängen. Von Beginn seines Erscheinens an stand es in dem Ruf, ein Regierungsorgan zu sein, und man begegnete ihm sowohl in Köln als auch im Rheinland mit starkem Misstrauen. Die Zahl der Abonnenten schwankte zwischen lediglich 500 bis 600. Die Kölnische Zeitung druckte dagegen schon 1844 fast 10.000 Exemplare. Clouth zog einen beträchtlichen wirtschaftlichen Nutzen als Drucker des Rheinischen Beobachters. Doch die Revolution von 1848 veränderte die Situation schlagartig. Obwohl noch am 4. März 1848 der König die Subventionen von 18.000 Talern jährlich bis 1850 bewilligte, waren für die Zeitung die Tage nunmehr gezählt.
Über die Oberprokuratur und die Neue Rheinische Zeitung berichtet Karl Marx am 21. November 1848: „Wer steht auf dem Rechtsboden, der Oberpräsident Eichmann oder die Redakteure der ‚Neuen Rheinischen Zeitung‘? Wer soll den Boden des Gefängnisses betreten, die Redakteure der ‚Neuen Rheinischen Zeitung‘ oder der Oberpräsident Eichmann?“
Der an Stelle von Ernst von Bodelschwingh zum Innenminister ernannte Alfred von Auerswald schrieb dem Oberpräsidenten der preußischen Rheinprovinz, Franz August Eichmann, dass die finanzielle Unterstützung für die Zeitung nicht mehr gewährt wird. Die Kölnische Zeitung veröffentlichte in ihrer Ausgabe vom 1. April 1848 eine Anzeige mit einer „Einladung zur Begräbnißfeier des sel. Rheinischen Beobachters“.